# Нове Място-над-Вартою
Нове Място-над-Вартою (пол. Nowe Miasto nad Wartą, нім. Neustadt an der Warthe) — село в Польщі, у гміні Нове-Място-над-Вартою Сьредського повіту Великопольського воєводства.
Населення — 1553 особи (2011).
У 1975-1998 роках село належало до Познанського воєводства.

## Демографія
Демографічна структура станом на 31 березня 2011 року:
|          | Загалом | Допрацездатний вік | Працездатний вік | Постпрацездатний вік |
| -------- | ------- | ------------------ | ---------------- | -------------------- |
| Чоловіки | 777     | 158                | 542              | 77                   |
| Жінки    | 776     | 143                | 471              | 162                  |
| Разом    | 1553    | 301                | 1013             | 239                  |